# Rio Água Cascata (Príncipe)
O Rio Água Cascata é um curso de água de São Tomé e Príncipe, localizado na ilha do Príncipe. Este curso de água corre para Oeste até encontrar o mar junto à Praia Caixão, entre a Baía das Agulhas e a Prainha.